# 考文垂大轟炸

圣三一教堂严重损毁

考文垂大轟炸（英語：Coventry Blitz）是指發生在英國考文垂市的一系列炸彈襲擊。這個城市由納粹德國空軍在第二次世界大戰期間轟炸了很多次，其中最具破壞性的一次發生在1940年11月14日的晚上。

## 背景

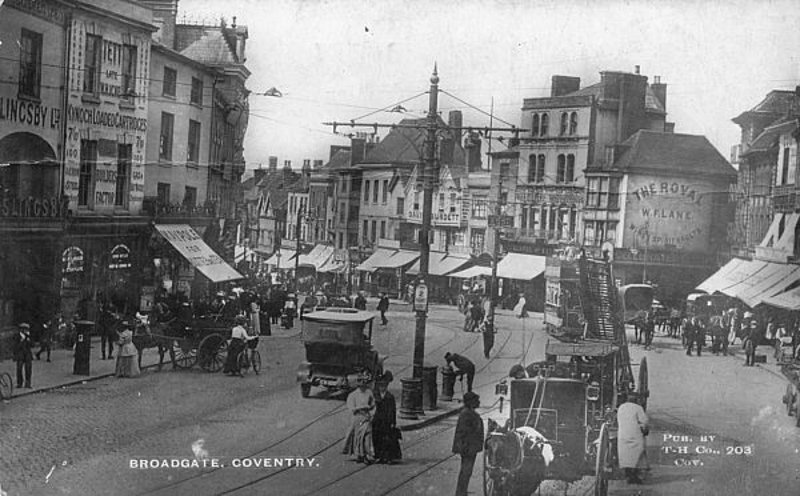
1917年的考文垂

第二次世界大戰初期，考文垂市是一個人口約238,000的工業城市，市內多為金屬加工行業，包括汽車、自行車、飛機引擎和軍需工廠。有鑑於在第一次世界大戰的經驗，機械加工行業的高速發展意味著該城市有可能迅速轉向軍工生產，以應付戰時軍事設備的產量，故此，當時考文垂市便順理成章地成為了敵方進行空中轟炸的一個目標。

## 空襲

### 1940年8至10月
這段期間共有17次對考文垂市的小型空襲，投下大約198噸炸彈。這些襲擊造成了176人死亡、約680人受傷:151-152。

### 1940年11月14日

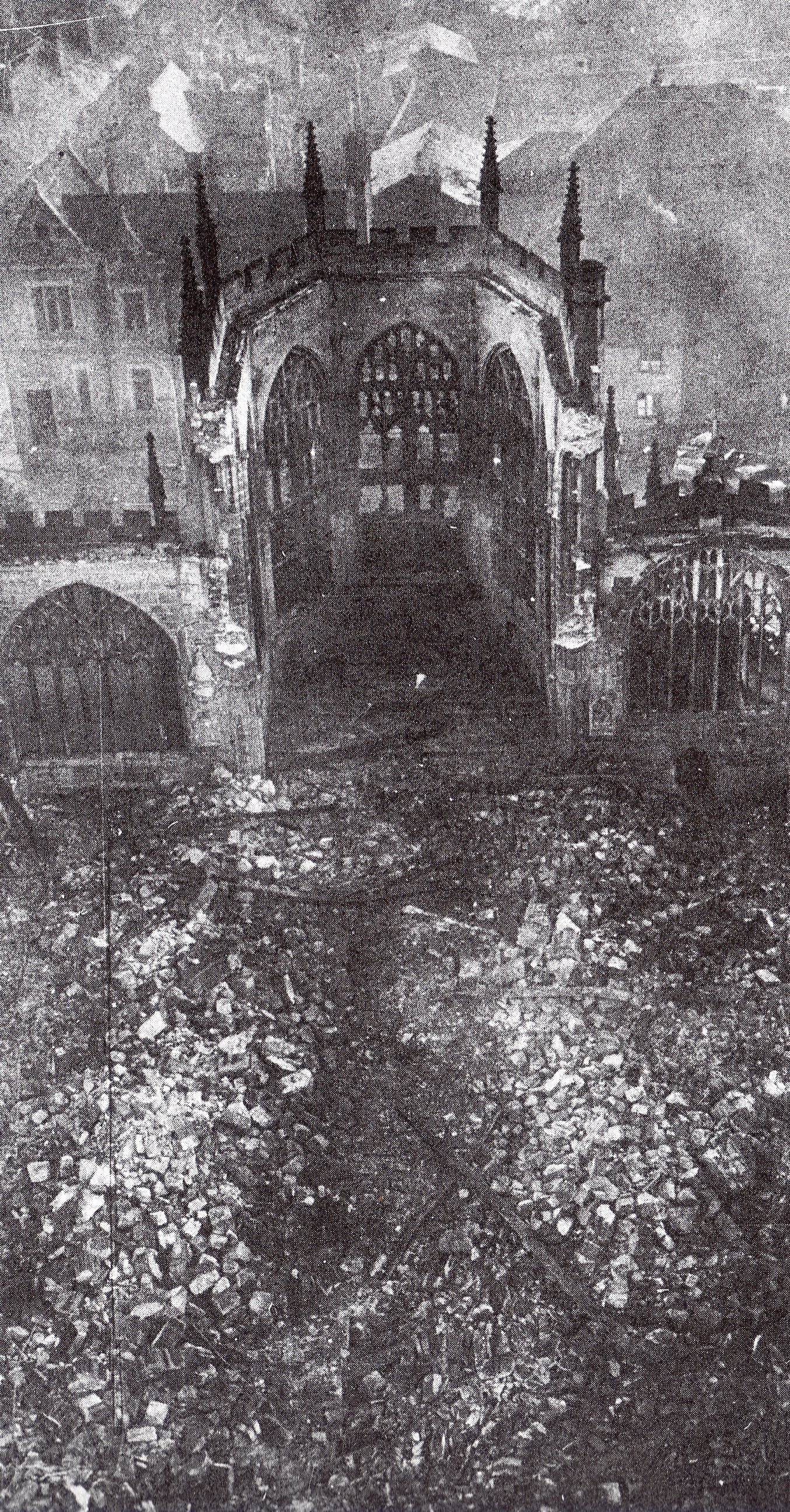
考文垂座堂遭到纳粹德国空军空袭后的废墟

考文垂大轟炸事件中，被空襲得最嚴重的一次在1940年11月14日的晚上。是次行動代號名為「月光奏鳴曲」，旨在破壞考文垂的工廠和工業基礎設施，但本行動亦損壞城市的其他部分，包括古蹟和平民區。
頭一波空襲裡，轟炸機所投下的是高爆炸彈，炸毀公用基礎設施（供水，供電網絡，電話和煤氣管道）和道路，使消防車和救護車很難到達災區救災，以造成無可挽救的死傷人數。隨後攻勢則以高爆炸彈與燃燒彈的組合交替轟炸。考文垂防空系統中的24英寸3.7防空炮和12個波佛斯40公釐高射砲發射了超過6,700發還擊，然而只有一架德军轟炸機被擊落。
晚上8時左右，考文垂座堂首次被燃燒彈擊中，志願消防員設法撲滅了第一把火，但其後的空襲令新的火災很快再次降臨。一次烽火爆後，火焰迅速蔓延至失控的境地。在同一時間，超過200場的戰火橫掃全城，其中大部分集中在城市中心區，鋪天蓋地的消防人員在各地進行拯救工作。
由於大規模的炸彈襲擊，電話網絡被癱瘓，妨礙了消防的指揮和控制，並使其難以首先發送消防員到最危險的災區作救援。另外，和德國预计的一樣，水管被高爆炸藥破壞，這意味著沒有足夠的水可用來解決火災問題。
一夜裡，超過4,300住宅被毀，約三分之二的建築被破壞。這次襲擊大部分集中在城市中心，兩所醫院、兩間教堂和一個警察局也遭到破壞。市內的工廠大約有三分之一被完全摧毀，另外三分之一遭到嚴重破壞，其餘遭受輕微損壞。其中被摧毀的工廠主要是汽車工廠（包括丹拿汽車生產商)，另外還有九所飛機工廠，以及兩間海軍軍械店。然而這些對於工業的破壞只是暫時的，許多受損的工廠在短短幾個月內已經恢復正常:155。

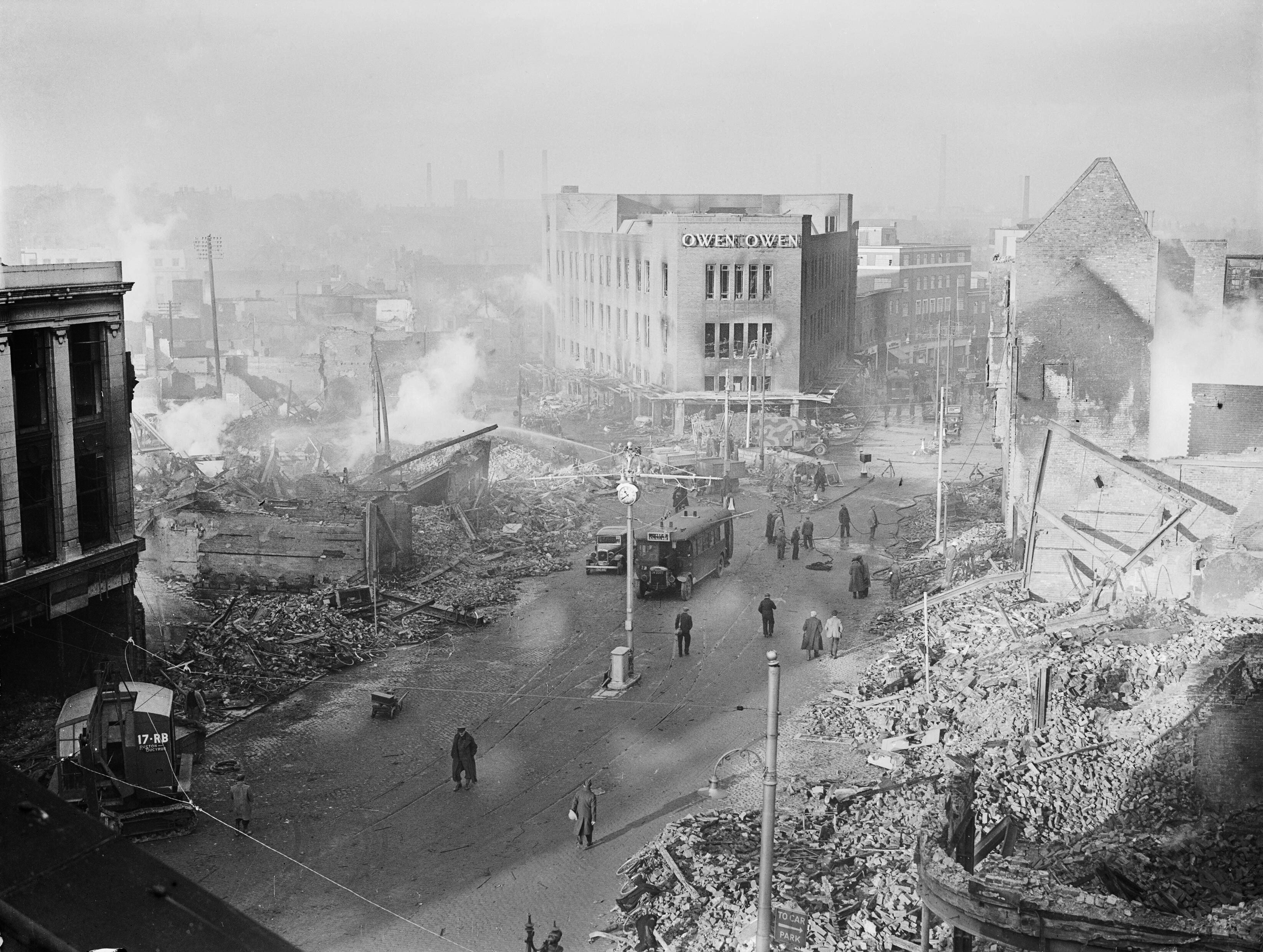
1940年11月14日空袭后的市中心

### 1941年4月

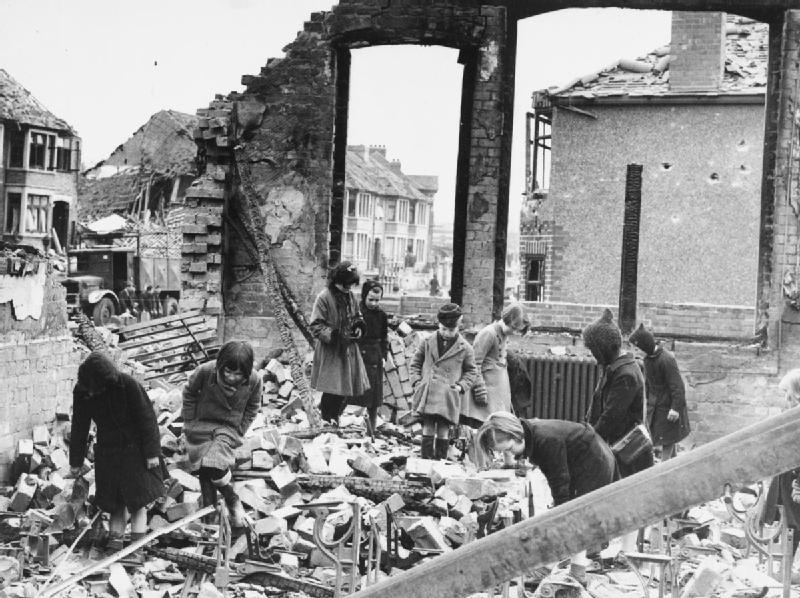
孩子们在在学校的废墟寻找他们的书

1941年4月8日至4月9日晚上，考文垂遭受另一大型空襲，230架轟炸機攻擊城市，投下315噸高爆炸藥和25,000枚燃燒彈。兩晚後造成大約451人死亡，超過700人重傷。許多建築物亦被受破壞，包括一些工廠，中區警署，考文垂及沃里克郡醫院等。受突襲的建築主要是基督教教堂，其中大部分被摧毀，只留下塔尖。

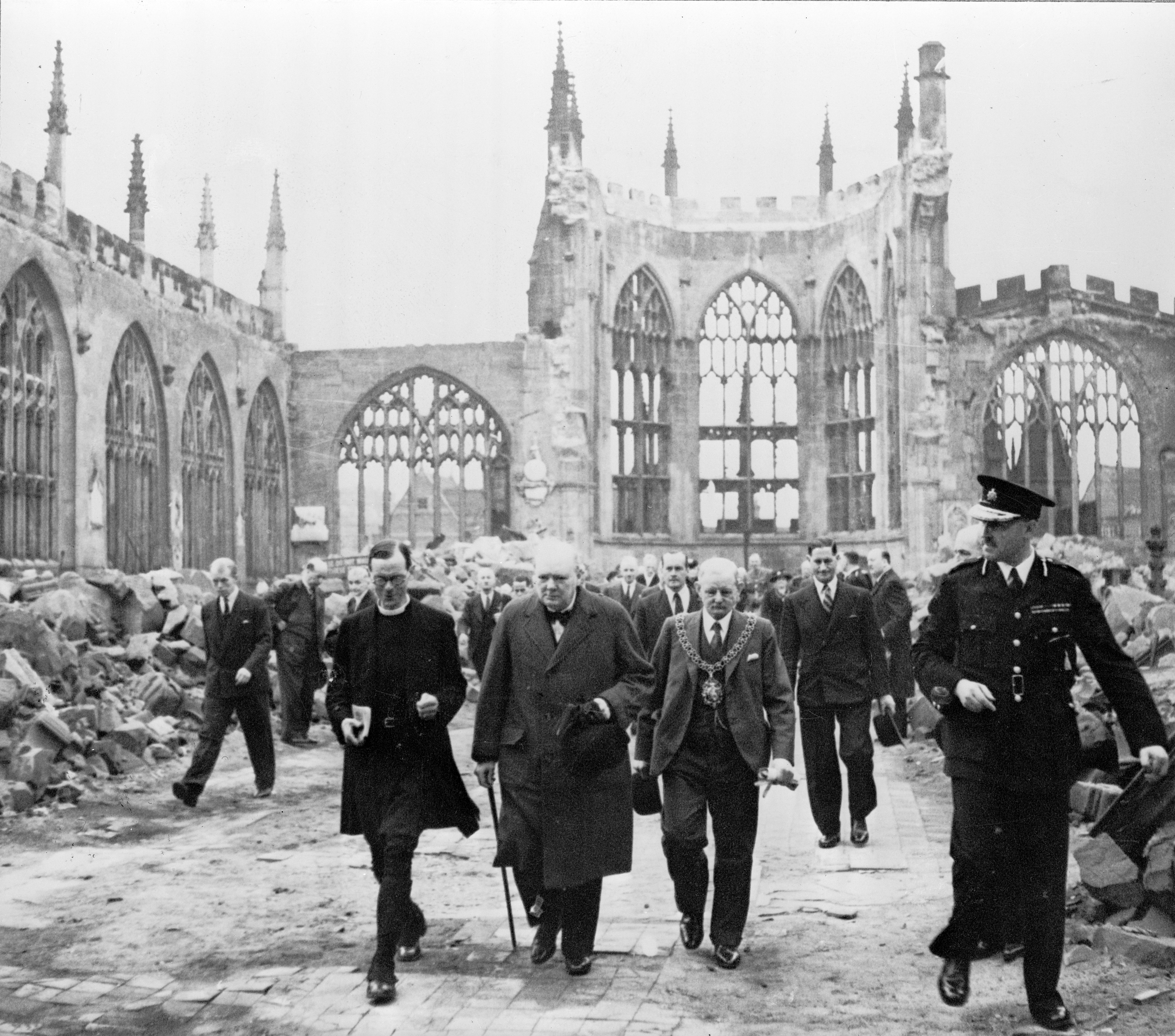
战时首相温斯顿·丘吉尔在1941年9月参观考文垂座堂的废墟

## 戰後重建
考文垂座堂廢墟提醒著人們當年大轟炸的慘痛歷史。而新教堂則在1950年代，由建築師在廢墟旁邊重新建造，由英女皇於1956年3月23日設下新教堂的基石。